# Baling Karang
Baling Karang is een bestuurslaag in het regentschap Aceh Tamiang van de provincie Atjeh, Indonesië. Baling Karang telt 181 inwoners (volkstelling 2010).